# 3395 Jitka
3395 Jitka (1985 UN) là một tiểu hành tinh vành đai chính được phát hiện ngày 20 tháng 10 năm 1985 bởi A. Mrkos ở Klet.